# Acalolepta uniformis
Acalolepta uniformis là một loài bọ cánh cứng trong họ Cerambycidae.